# Hudson (Buenos Aires)
Hudson  é uma localidade do partido de Berezategui, da Província de Buenos Aires, na Argentina. Possui uma população estimada em 43.928 habitantes (INDEC 2001).